# 韋拉赫山

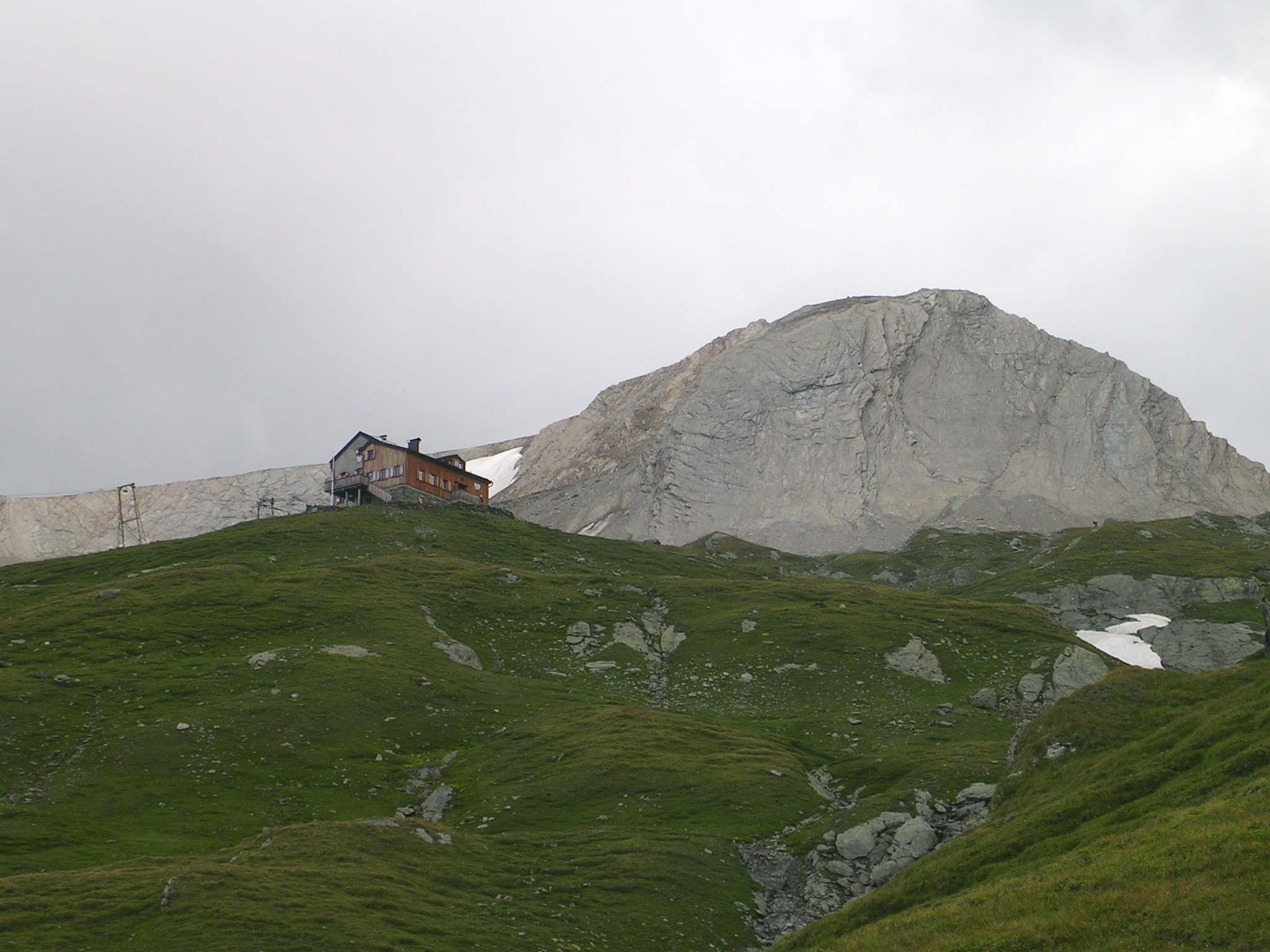

47°03′30″N 12°34′48″E / 47.05832°N 12.5801°E
韋拉赫山（德語：Wellachköpfe），是奧地利的山峰，位於該國西部，由蒂羅爾州負責管轄，屬於格拉納特山脈的一部分，海拔高度3,037米，每年平均降雨量2,138毫米。